# A belleville-i zsaru
A belleville-i zsaru 2018-as francia filmvígjáték, Rachid Bouchareb rendezésében. A főszereplők Omar Sy, Luis Guzmán, Julie Ferrier és Diem Nguyen.

## Cselekménye
Sebastian 'Baaba' Bouchard egyszerű utcai rendőrjárőr Belleville-ben, Párizs egyik negyedében. Baaba az anyjával él közös lakásban, amit Lin, Baaba barátnője nehezményez, ő azt szeretné, ha önálló lakásban élnének, ezért közösen lakást keresnek, Baaba azonban egyiket sem találja megfelelőnek.
Zohra, Baaba anyja felhívja fia figyelmét arra, hogy a környező utcákban, ahol élnek, kábítószert terjesztő alakok tűntek fel, azonban Baaba ezt az infót nem veszi komolyan.
Amerikából váratlanul visszatér Párizsba Roland, akit Baaba testvéreként fogad. Roland meghívja vacsorázni egy elegáns helyre, és elmondja, hogy Amerikában a kábítószer útját követő nyomozása során rájött, hogy azok Párizsnak ebbe a negyedébe vezetnek. Baaba hitetlenkedve hallgatja, és nem akarja elhinni. Azonban, mielőtt még Roland több konkrétumot tudna mondani, két álarcos fegyveres tűnik fel az étteremben, az asztaluk közelében, és egyikük több lövéssel eltalálja Roland mellkasát, aki azonnal meghal. Baaba tűzharcba keveredik a két támadóval, egyiküket meg is sebesíti, és látja, amint életben maradt társa lelövi a földön fekvő alakot.
Baaba ráveszi a főnökét, hogy a kábítószer utáni nyomozás folytatásaképpen küldje át az USA-ba, Miami-be. Ott pazar, önálló lakóház várja, saját medencével, a francia követség jóvoltából. Mellesleg Baaba az anyját is elvitte a kiküldetésre. 
Baaba mellé a Miami Rendőrség egy éppen büntetésben lévő nyomozót jelöl ki, pontosabban  Baaba az, akinek fegyver és egyéb segédeszköz nélkül csupán kísérnie szabad az amerikai nyomozót (még a tanúkat sem szabad kihallgatnia). Az első tanú egy francia származású lemezlovas, aki elmenekül egy motorcsónakkal, amikor a nyomozót meglátja. Azonban a szórakozóhelyen, ahol fellép sikerül közös erővel elcsípniük.
A nyomok egy jótékonysági tevékenységet végző alapítványhoz vezetnek, azonban Baaba nem talál a kamionokban semmiféle kábítószert (persze szabálytalanul "nyomozgat"). 
De Afrikából jelentkezik egy rendőrfőnök, aki a saját nyomozása során szintén ehhez az alapítványhoz jut el, pontosabban annak vezetőihez, egy házaspárhoz (Ladji Touré és Iman Touré). Baaba és a miami nyomozó Afrikába utaznak, hogy hármasban folytassák a nyomozást. Rájönnek, hogy Marokkó egyik nem hivatalos, földúttal rendelkező repülőterén fog leszállni egy repülőgép, és a kábítószer ott kerül fel a gépre.
Tűzharc, majd verekedés alakul ki a nyomozók és a csempészek között, végül a két felelőst elfogják.
Baaba és a miami nyomozó kitüntetést kap, továbbá a szabálytalanságaikat hivatalosan „elfelejtik” a feletteseik.

## Szereplők
| Szereplő                                      | Színész           | Magyar hang         |
| --------------------------------------------- | ----------------- | ------------------- |
| Sebastian 'Baaba' Bouchard, párizsi közrendőr | Omar Sy           | Galambos Péter      |
| Ricardo Garcia nyomozó Miamiban               | Luis Guzmán       | Scherer Péter       |
| Zohra, Baaba anyja                            | Biyouna           | Andresz Kati        |
| Roland                                        | Franck Gastambide | Papp Dániel         |
| Francia konzul Miamiban                       | Julie Ferrier     | Für Anikó           |
| Lin, Baaba barátnője                          | Diem Nguyen       | Ligeti Kovács Judit |
| Ladji Touré                                   | Eriq Ebouaney     | Mihályfi Balázs     |
| Iman Touré                                    | Maïmouna Gueye    | Bánfalvi Eszter     |
| Mendez kapitány                               | Mike Benitez      | Faragó András       |